# Kiełb kaukaski
Kiełb kaukaski (Romanogobio ciscaucasicus) – gatunek słodkowodnej ryby z rodziny karpiowatych (Cyprinidae).

## Występowanie
Dorzecza rzek Kubań, Kuma i Terek. Żyje w stadach.

## Opis
Osiąga długość 15 cm. Trzon ogona jest wydłużony, bardzo cienki. Wąsiki długie.

## Odżywianie
Żywi się fauną denną.